# Montagu Slater
Charles Montagu Slater (Millom, Cumberland, 23 de setembre de 1902 — Londres, 19 de desembre de 1956) va ser un poeta, novel·lista, dramaturg, guionista cinematogràfic i llibretista d'òpera anglès.

## Peter Grimesi relació amb Britten
Va escriure per a Benjamin Britten el llibret de la seva òpera Peter Grimes, basat en una part del poema The Borough de George Crabbe. Per a això, va modernitzar la mida i el ritme dels versos del poeta i va introduir nombroses modificacions per adaptar el poema a les necessitats dramàtiques i musicals de l'òpera i al gust de l'espectador contemporani. Va afegir, a més, nombrosos suggeriments aportats pel mateix compositor i pel tenor Peter Pears. Amb el consentiment de Britten, Slater va publicar el llibret de la seva òpera en tres actes; en aquesta edició s'ometen del text les repeticions necessàries en l'òpera.
Britten va dedicar a Montagu Slater els seus Temporal Variations per a oboè i piano. Una altra obra seva, Ballad of Heroes, està dedicada al matrimoni Slater.

## Col·laboracions cinematogràfiques
Slater, al costat de Britten i W. H. Auden, va col·laborar amb el documentalista i productor John Grierson en els seus documentals, com en Coal Face (1935), dirigida per Alberto Cavalcanti.
Va escriure nombrosos guions, entre altres el de The Brave Don't Cry (1952), que tractava sobre un accident miner ocorregut a Escòcia el 1950 conegut com «la catàstrofe de Knockshinnoch». Philip Leacock va ser el director de la pel·lícula, que va ser candidata al Lleó d'Or del Festival de Venècia de 1952.

## Ideologia i obres literàries
Montagu Slater va escriure textos en els quals va defensar les seves idees polítiques, de caràcter comunista. En la seva literatura també va fer crítica social, com en el drama sobre una vaga de miners Stay Down, Miner (1937).
La correspondència i els documents literaris de Slater estan dipositats a la Universitat de Nottingham.